# Laminio
Laminio fue un oppidum (ciudad fortificada) ibero, el más austral de la tribu carpetana y cabeza del Ager Laminitanus. Plinio el Viejo y Ptolomeo hacen referencias a él en diversas ocasiones.
El Laminium romano adquirió el estatus de municipio flavio, con los privilegios que conllevaba, al igual que otras ciudades como Complutum, Toletum o Consaburum, lo que hace pensar que tendría una cierta importancia en cuanto a obras civiles y religiosas. Asimismo, formaba parte de la red viaria romana principal, como un importante nudo de comunicaciones. En el llamado Itinerario de Antonino está ubicado en las vías:
- XXIX, Caesaraugusta-Augusta Emerita.
- XXX, Laminio-Toletum.
- XXXI, Laminio-Libisosa.

Actualmente la teoría más generalizada es que Laminium se localice en el actual casco urbano de Alhambra. No obstante, desde muy antiguo han existido otras hipótesis sobre su emplazamiento, por lo que existe una cierta leyenda en La Mancha de «ciudad perdida» en torno a ella que ha avivado el interés por su búsqueda y que quizá haya magnificado su verdadera importancia real.
Las últimas excavaciones arqueológicas en Alhambra, ponen de manifiesto la existencia de un oppidum de grandes dimensiones.

## Testimonios clásicos
Plinio

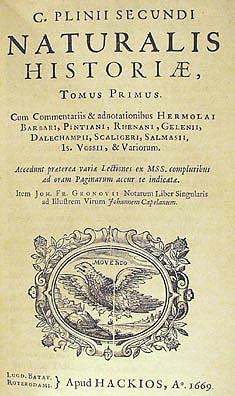
Historia natural de Plinio.

Plinio refiere, entre las comunidades más importantes del conventus carthaginensis, a los consaburenses (Consabura), los egelestani (Egelesta), los laminitani (Laminium), los segobrigenses (Segóbriga), que hacen la «cabeza» de la Celtiberia y los toletani (Toletum), que forman la «cabeza» de la Carpetania. Así mismo afirma que el río Anas (Guadiana) nace en el campo laminitano.
En dirección noroeste, y si consideramos la equivalencia usual de 1 milla romana = 1480 metros, el Itinerario de Antonino sitúa Laminio a unos 11 km (7 millas romanas) de Caput Fluminis Anae (en la vía Libisosa-Laminio) y esta mansión a 21 km (14 millas romanas) de Libisosa (la actual Lezuza). El nombre de esta mansión está en acusativo, lo que puede sugerir que sería un punto en el camino desde donde partiría un camino hacia el nacimiento del río Guadiana y no necesariamente una población situada en dicha cabecera del río Anas.
Por su cercanía a Laminio y a una localización segura (Lezuza), la ubicación de ese lugar ha sido uno de los principales objetivos de los investigadores como paso previo al hallazgo de la ciudad. Pero también ha resultado ser una de las fuentes de controversia más importantes, pues hasta la actualidad se sigue tratando de determinar dónde nace exactamente dicho río. De hecho las teorías que ubican Laminio en Alhambra y en Daimiel tienen en cuenta la cercanía al lugar donde actualmente se emplaza uno de los nacimientos del Guadiana (Ojos del Guadiana), pero obvian la excesiva distancia existente (más de 70 km) con Lezuza aduciendo errores medievales de traducción. Una distancia tan considerable no supone una cuestión baladí y parece difícilmente asumible para un pueblo tan pragmático como el romano, pues es casi el doble de lo que se considera que se podría recorrer en aquella época en una jornada.
Basados en obras de época musulmana y medieval, otros autores determinan que, igual que para los anteriores, para los romanos las fuentes del río Anas estarían ubicadas en el sistema Córcoles-Sotuélamos o bien en las Lagunas de Ruidera (Alto Guadiana). La Paleogeografía y la Arqueología parecen dar bastante razón a los que mantienen dichas tesis, pues afirman que la zona, en épocas pretéritas, aportaba bastante mayor caudal de agua al Anas de lo que lo hace en la actualidad. Incluso se afirma que el Záncara constituyó durante milenios el verdadero curso alto del río.
Un Caput Fluminis Anae y un Laminio en el entorno del Córcoles solucionaría el problema de las distancias para las Vías XXIX y XXXI del Itinerario de Antonino. En contra, plantearía el problema de encajar las distancias de la Vía XXX (la de Toletum), que es la más corta y cuenta con dos mansiones perfectamente ubicadas. Para solucionarlo, Gonzalo Arias planteó varias posibilidades:
- Que la "Limini" de la Vía XXX sea una mansión distinta a la "Laminio" de la XXXI.
- Que la "Limini" de la Vía XXX hiciera referencia al límite (Lamine en latín) del municipio de Laminio (no al enclave urbano) y en realidad dicha vía discurriera entre Toledo y ese punto. (Teoría de los empalmes).
- Que falten mansiones intermedias en el texto original, posiblemente desde épocas muy tempranas y los distintos copistas posteriores hayan enmendado y cuadrado las distancias.

También Plinio sugiere que las piedras de afilar laminitanas eran las mejores, en su género, de todo el Imperio
Ptolomeo

## Teorías sobre su ubicación
A través de la historia, la ciudad de Laminio ha sido ubicada en muy diversos lugares dentro de una amplísima zona que, aunque íntegramente en la región natural de La Mancha, abarca partes de las provincias de Ciudad Real y Albacete. En la actualidad, universidades y academias reducen a Laminium al actual municipio de Alhambra. Sin embargo desde antiguo ha existido una tradición de historiadores locales que han intentado reducirla a otros puntos. Así se ha propuesto un yacimiento en las inmediaciones de Daimiel o en otro yacimiento ubicado a caballo de los términos de El Bonillo y Villarrobledo, en la provincia de Albacete. 

### El Laminio occidental (cerca de Daimiel)

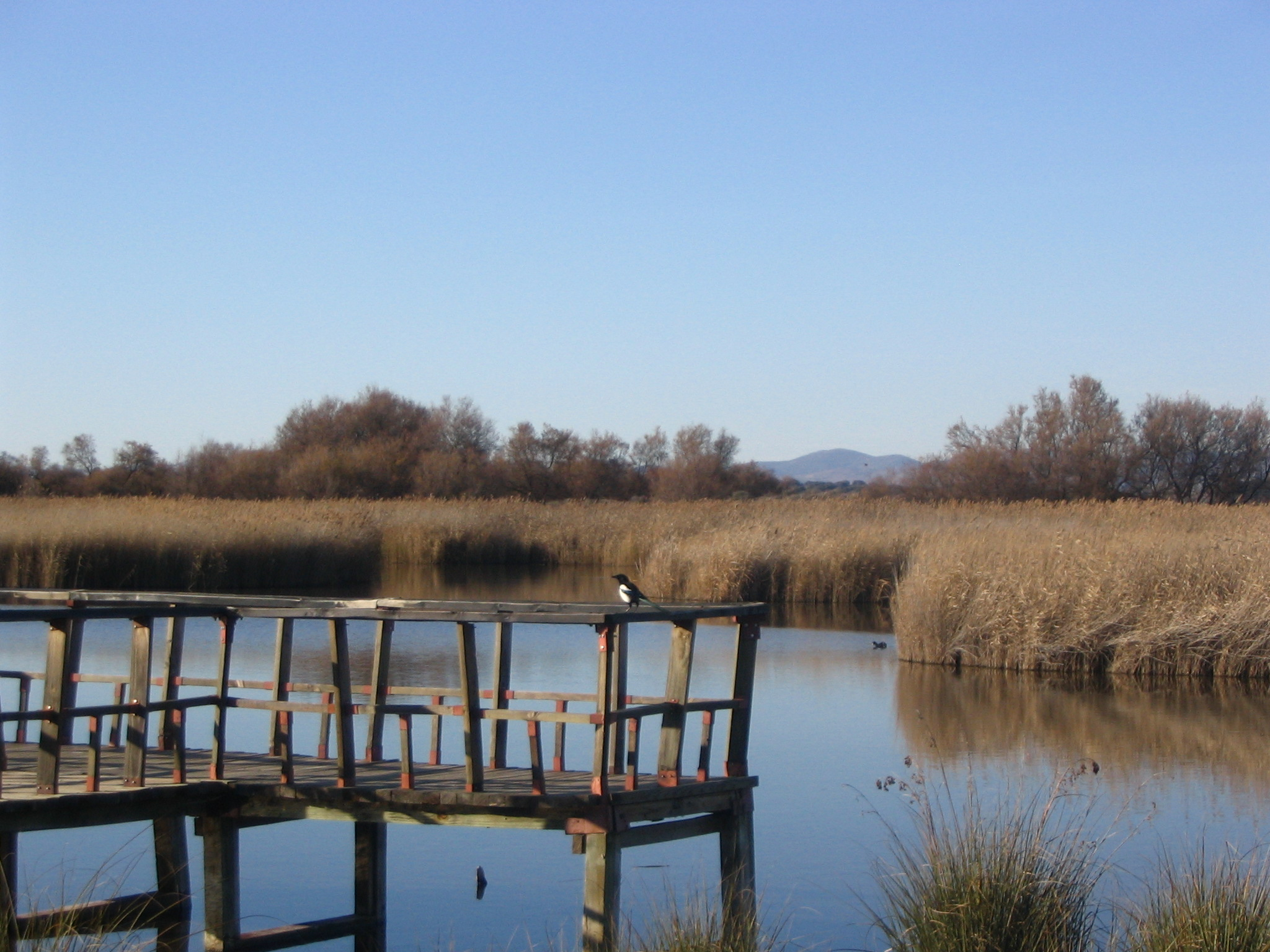
Las Tablas de Daimiel.

Rodríguez Morales ubica Laminio en la ciudad de Daimiel. A favor, aduce su cercanía a uno de los lugares que se consideran el nacimiento del río Guadiana y su situación cercana a las Tablas de Daimiel pues se sugiere que, etimológicamente, Laminio significaría algo similar a 'ciudad de los lagos' o 'los pantanos'. Así mismo, se mantiene que, el actual nombre de Daimiel, no es sino una corrupción fonética de Laminio.
En contra de esta teoría se aduce la excesiva distancia que existe desde Libisosa (más de 70 km), el hecho de haber tenido en cuenta una hipótesis moderna del nacimiento del río Guadiana, la nula certeza existente acerca de la etimología de Laminio y la poca evidencia arqueológica romana de la zona. Resulta muy poco probable esta teoría, pues deberíamos presumir un excesivo error en el cálculo de las distancias desde Lezuza. Además, la etimología del nombre de la ciudad es muy discutida y existe muy poca evidencia a favor de esa ciudad de los pantanos.

### El Laminio central (Alhambra)
Actualmente es la teoría más aceptada por los especialistas gracias a la obra de Alföldy sobre la presencia romana en Hispania. Ubica Laminio en el actual casco urbano de Alhambra (Ciudad Real) y se basa en la existencia de importantes vestigios romanos en su término. Esta teoría ha sido respaldada recientemente por los estudios de Luis Andrés Domingo Puertas. El éxito de la teoría de Luis Andrés Domingo Puertas ha permitido un gran avance en el conocimiento de la antigüedad romana en Ciudad Real, con estudios como los de Moya-Maleno (2008), Benítez de Lugo o Gómez Torrijos (2011). A su favor encontramos como el emplazamiento de Alhambra corresponde al modelo de Oppida carpetanos, se han descubierto en su casco urbano numerosos restos de pedestales romanos, inscripciones, estatuas y dos necrópolis que indican que el lugar fue municipio en época flavia. Asimismo en sus inmediaciones han existido hasta fecha reciente varias canteras de arenisca, en especial la de los Molares que en el siglo XIX todavía se utilizaban para afilar objetos de barberia y armas. Alhambra también comparte unas distancias aceptables con Caput Flumini Anae (Lagunas de Ruidera) y con Libisosa, además de poseer un camino que, efectivamente, se dirige a Consuegra por un lado y, por otro, a Cástulo por Barranco Hondo. Además, en sus cercanías (El Puerto de Vallehermoso o La Fuenlabrada según los autores) ha sido encontrada la única inscripción de toda la provincia que hace alusión directa a Laminium. Alhambra cuenta con un museo de arqueología romana y es la única población que exhibe en su plaza mayor un conjunto de pedestales y estatuas romanas.

L·LIVIVS·LVPVS·
GENIO·MVNICI
PI·LAMINITANI
LOCO·DATO·EX
DECRETO·ORDI
NIS·SIGNVM
ARGENTEVM CVM BOMO (sic) SVA
PECVNIA FECIT
IDEMQVE
DEDICAVIT
 Inscripción del Puerto de Vallehermoso o La Fuenlabrada (E. Hübner, CIL II, 3228)

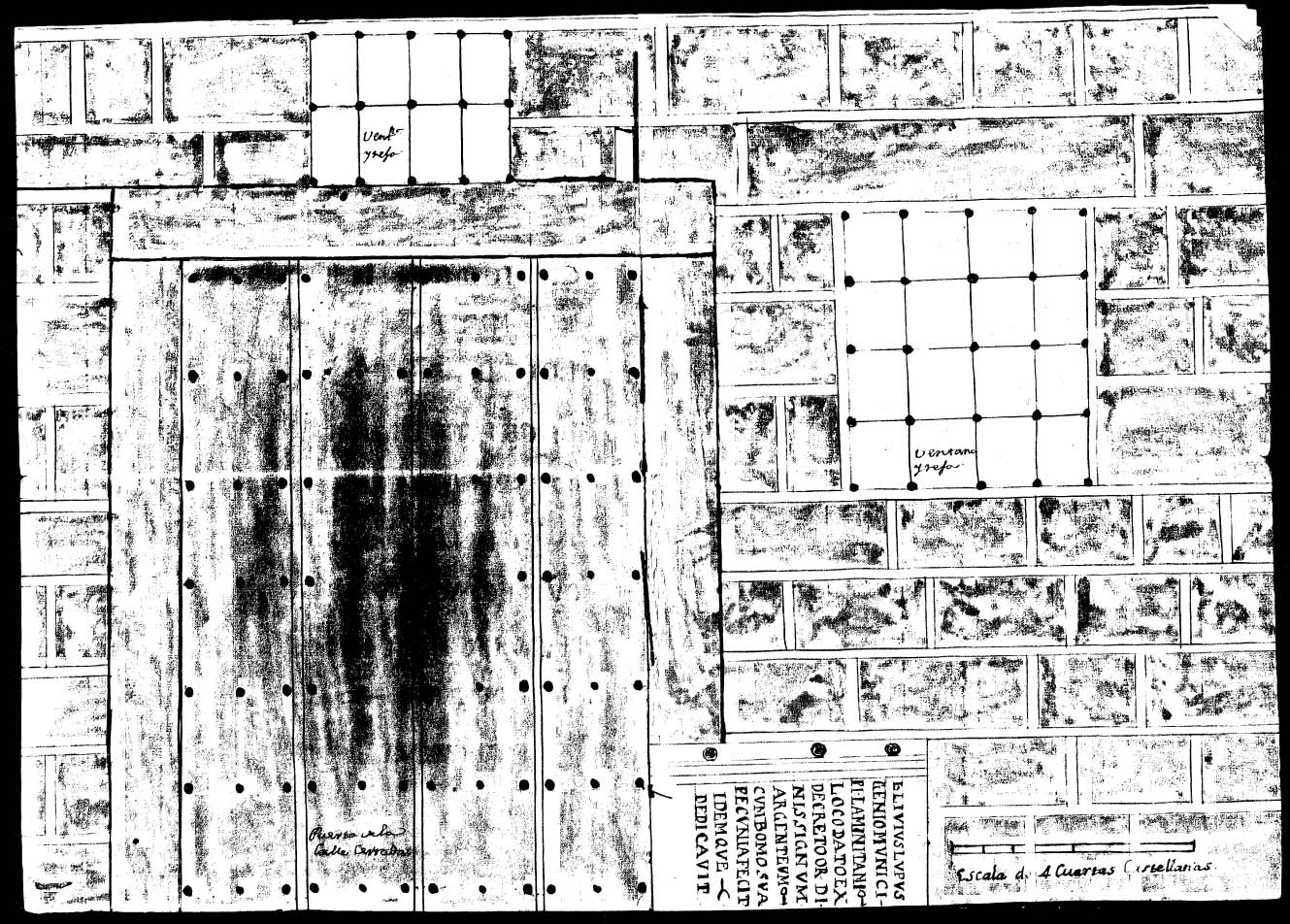
El Epígrafe de Fuenllana, según notas del informe de José Cándido de Peñafiel (1833).

Las referencias a Laminio pueden ser meramente circunstanciales pues, en muchas ocasiones, se reutilizaban los restos de ciudades abandonadas en otras, a modo de cantera. De hecho, el pedestal con dicho epígrafe se encuentra en Fuenllana (Ciudad Real) desde 1530, como sabemos por las Relaciones histórico-geográfico-estadísticas de los pueblos de España hechas por iniciativa de Felipe II (1575) sobre esta localidad:

... y asimismo hay una piedra con un letrero antiguo en una portada de un vecino de esta villa que se llama Juan Patón que se puso en la dicha portada hará cuarenta años poco más o menos y se trujo la dicha piedra con su letrero hecho de unos villares que están donde dicen el Puerto de Vallhermoso que habrá de esta villa tres leguas...
 Relaciones histórico-geográfico-estadísticas de los pueblos de España hechas por iniciativa de Felipe II. Localidad de Fuenllana

Sin embargo, ni siquiera las fuentes se ponen de acuerdo en situar el punto exacto donde se encontró este epígrafe ya que la Real Academia de la Historia, en su informe sobre dicha piedra, ubica el lugar de su yacimiento en otro paraje, la Fuenlabrada, muy alejado y en dirección opuesta a Vallehermoso. La identidad Fuenllana= Laminio basándose únicamente en la ubicación actual de este epígrafe parece, a todas luces, errónea. Además, el paraje de la Fuenlabrada pertenece al término municipal de Montiel.
En otro epígrafe encontrado en la propia Alhambra algunos autores han querido ver el nombre de aquella importante ciudad (parece que contaba con abundante obra civil) como Anensemarca, aunque la lectura no lo apoyaría:

ALLIAE·M·F
CANDIDAE
CVRANTE
LICINIA
MACEDONI
CA·MATRE
COLLEC[c.3]
ANENSEM[c.3]
CLIENTES·ET
LIBERTI pat
rONae·POS(uerunt)
 Inscripción hallada en Alhambra (E. Hübner, CIL II, 3229)

Otro epígrafe en el que se menciona Laminium como Municipio Flavio fue encontrado en La Carolina (Jaén) y ha sido esgrimido, a la vista de los restos hallados en Alhambra, como evidencia del acierto de esta teoría y la errónea convicción de que esta sería la única ciudad importante de la zona.

C·SEMPRONIVS·CELER
CELERI·F·D·D·MVNIC
IPI·BAESVCCITANI
...
MVNICIPIVM·FLAVIVM·LAMINITANVM
D·D·LAVDATIONEM·STATVAM
...
 Inscripción hallada en La Carolina (Hübner, ad CIL II, 3251)

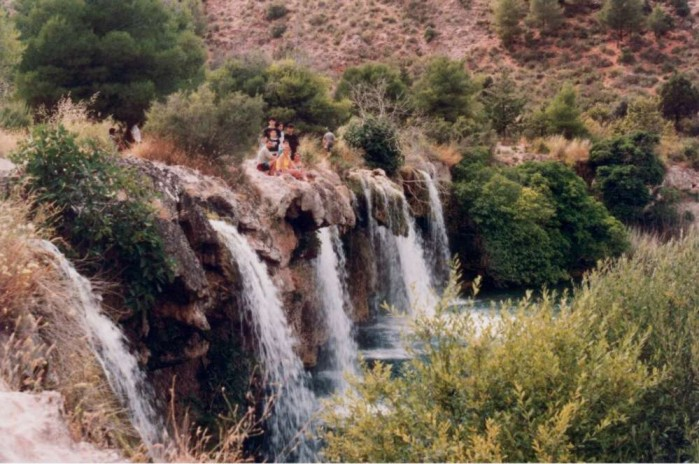
Cascada entre la laguna Santos Morcillo y la laguna Batana.

En contra de esta teoría también se aduce su excesiva ubicación al sur y proximidad a oppida oretanos perfectamente ubicados como Mentesa (Villanueva de la Fuente), la importantísima Ciudad del Cerro de las Cabezas en Valdepeñas y la propia capital Oretum (Granátula de Calatrava). De hecho, y para justificar esa excesiva ubicación al suroeste, hay autores que corrigen a los clásicos (Ptolomeo es el único que alude claramente a ella como Carpetana) y aseguran que Laminio no era Carpetana sino oretana e ibera. Se estima que Laminio hubo de mantener estrechos contactos con los íberos meridionales por su ubicación geográfica y, si finalmente se demuestra la hipótesis de Marques de Faria[cita requerida], por el hecho de que acuñara monedas con iconografía similar a las de Cástulo y con leyenda en escritura ibérica meridional labini
Otras ubicaciones que se han propuesto dentro de esta reducción geográfica son Santa María del Guadiana y La Mesa del Cerro del Almendral, en las Lagunas de Ruidera. La segunda debe ser desestimada pues los restos hallados sugieren la existencia de una población mucho más antigua (Edad del Bronce), perfectamente lógica dentro del importantísimo conjunto de motillas de las Lagunas de Ruidera, con una pervivencia romana muy escasa. Los autores clásicos (Plinio) son clarísimos al respecto pues dicen que el Anas Guadiana nace en el Campo Laminitano, no que dicha ciudad esté allí.

### El Laminio oriental (entre Villarrobledo y Munera)

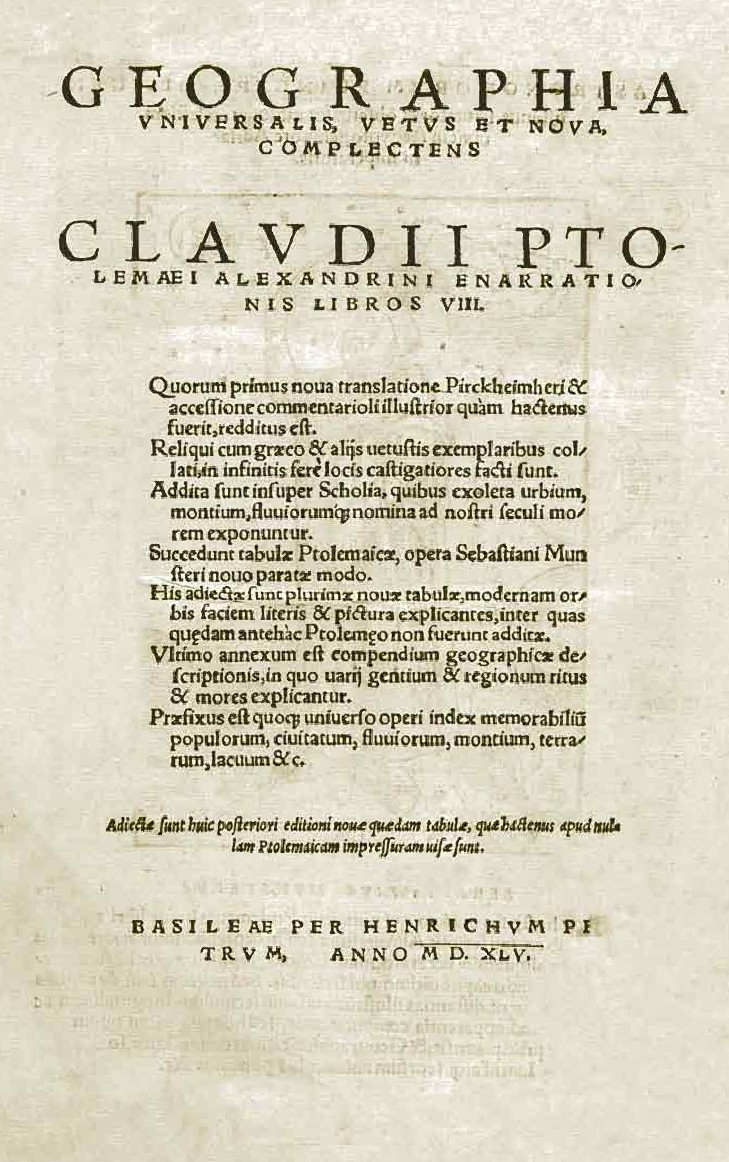
Geografía de Claudio Ptolomeo, por Sebastián Munstero, año 1545.

Ya en 1751, Francisco de la Cavallería y Portillo, se hace eco de una tradición secular que ubica el Laminio carpetano dentro del término municipal de Villarrobledo. Sin embargo, el historiador se limita a dudar de tal aserto sin aportar ninguna prueba fehaciente, ni a favor ni en contra. Algo antes, Esteban Pérez de Pareja basándose en Flavio Dextro, remarcaba la cercanía de Laminio a Libisosa, las excelentes relaciones entre ambas ciudades y asimilaba el Ager Laminitanus (Campos Laminios o Arenates) al Campo de Montiel, sin dar una ubicación precisa de la ciudad aunque situándola dentro de dicha comarca.

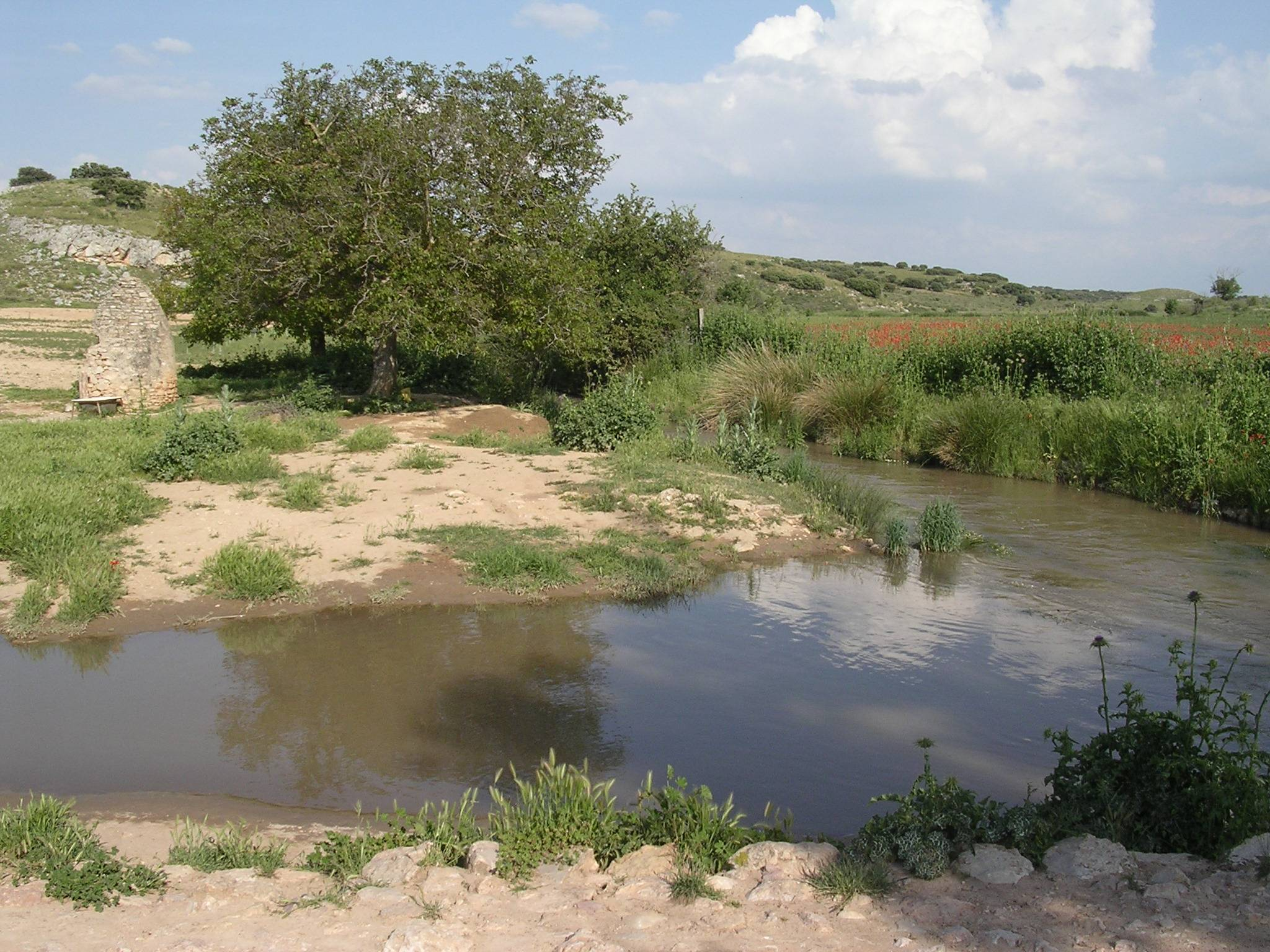
Remanso del Córcoles a su paso por el paraje del Molino de La Pasadilla.

En épocas más cercanas (década de 1960), Enrique García Solana y Gonzalo Arias basándose en un estudio pormenorizado de los Itinerarios de Antonino, sitúan el oppidum carpetano en dos parajes contiguos, de los municipios de Villarrobledo) el primero y El Bonillo el segundo, donde confluyen el río Córcoles y el río Sotuélamos. Actualmente, y siguiendo dicha metodología, otro autor lo sitúa más al sur –en Munera– muy cerca del territorio oretano. Todas estas localizaciones tienen como nexo común al río Córcoles, en cuyas riberas y en las de sus afluentes existen abundantes vestigios de asentamientos y otros testimonios de poblamientos desde épocas muy antiguas a lo largo de todo su recorrido por diferentes términos municipales de localidades albaceteñas y ciudadrealeñas. De hecho, la etimología del propio hidrónimo Córcoles (kurkotz) es considerada por los especialistas como ibera y el nombre del río del que es tributario, el Záncara, ha aparecido escrito –Querzáqqara o Ciudad del Záncara– en un objeto de bronce hallado en los Fosos de Bayona (Huete).

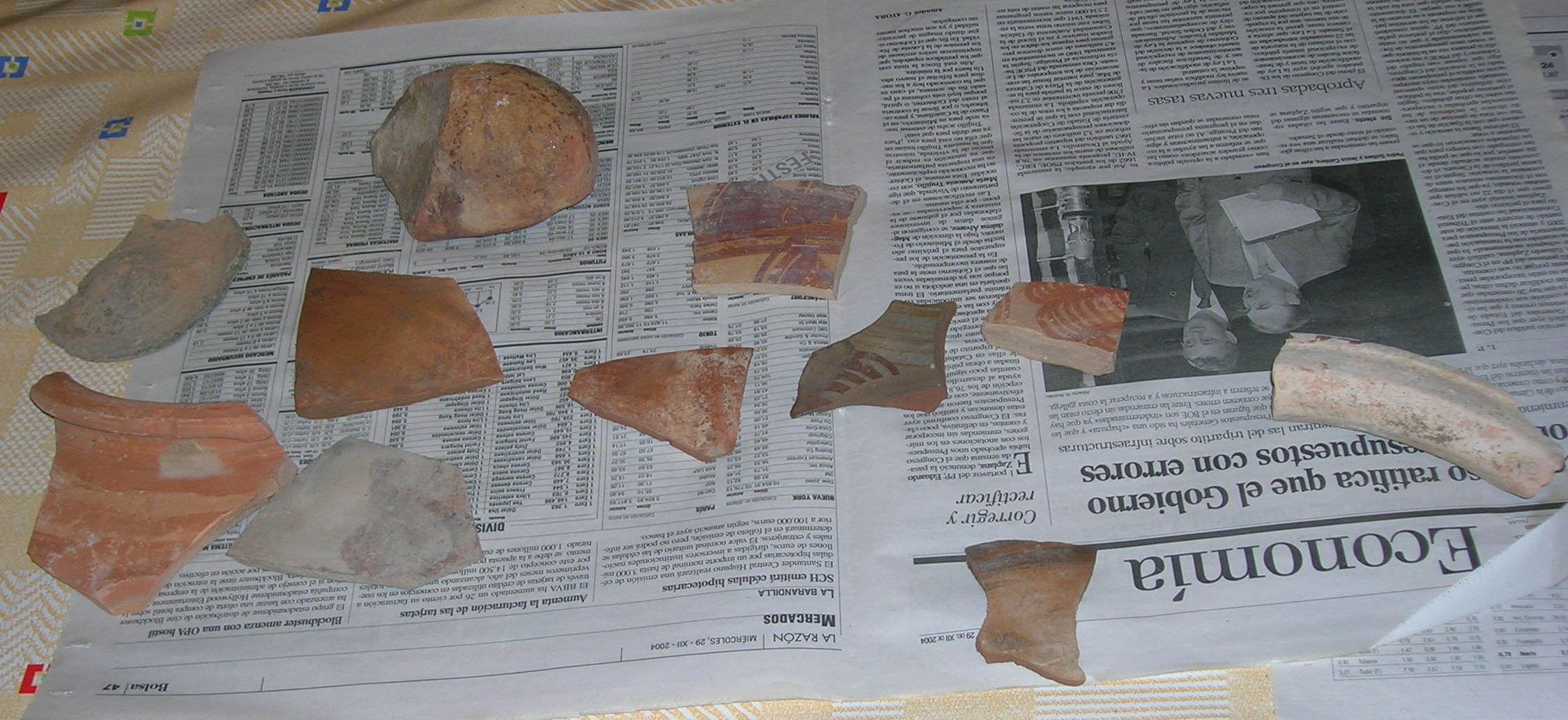
Típica cerámica ibérica.

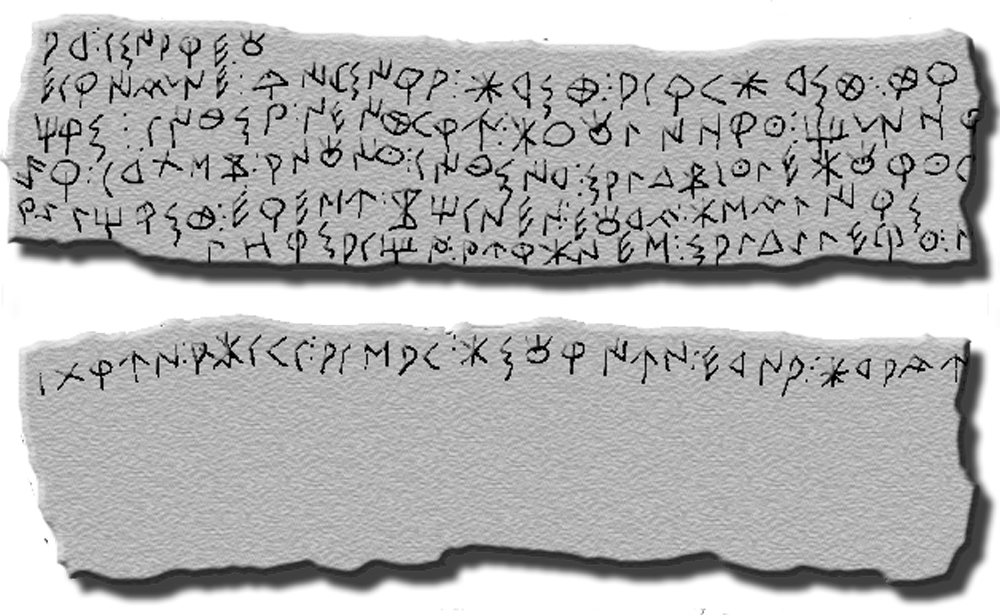
Escritura ibera.

En dichos municipios existen vestigios arqueológicos de cierta sustancia, que testimonian poblamientos de época ibérica, anteriores –musteriense y Edad del Bronce- y posteriores -romanos, visigodos y musulmanes–. La evidencia romana se cristaliza, principalmente, en abundantes fragmentos de terra sigillata Hispánica, numismática, caminos empedrados y la existencia de un puente romano sobre el río Sotuélamos con un ancho de vía quizá exagerado para la poca entidad del río, aunque con cierta lógica si allí se alberga una población de cierto tamaño. La ubicación de estos yacimientos, cuadra perfectamente las distancias de los itinerarios XXIX y XXXI y del XXX teniendo en cuenta la teoría de los empalmes. Así mismo, desde sus cercanías arranca una vía romana que, proveniente del sureste, sigue la ribera del Córcoles en dirección noroeste y se ha sugerido como el inicio del Itinerario XXX. Otra importante vía cercana es el consignado por Villuga en 1540 como Camino Real de Granada a Cuenca, tramo que ha sido señalado como romano por diversos autores y que formaría parte del Camino de los Berones citado por Tito Livio. Además de estas vías, en diversos parajes dentro del término municipal de Villarrobledo o en términos aledaños existen diseminados restos de calzadas y puentes (especialmente sobre el río Záncara) romanos, lo que sugiere que la zona fue, en esos tiempos, un importante nudo de comunicaciones. También hubo de tener cierto valor estratégico en época prerromana, al ser una zona fronteriza entre la Carpetania, Celtiberia y Oretania.
Sin embargo, es muy poco y deficiente lo actualmente documentado y estudiado, y parece no tener la suficiente importancia y extensión como para ser el gran municipio que se desprende de los testimonios clásicos y epigráficos y nos sitúa más bien ante poblados emparentados con la Cultura de las Motillas (de facies tipo Morra) que fueron evolucionando y alargando su existencia, en algunos casos, hasta época ibera y en otros, hasta las primeras Taifas.
Por su parte, una nueva teoría postula a Munera (o su término) como la candidata a albergar en su solar a la ciudad de Laminio. Los yacimientos y asentamientos en la zona –que abarcan una amplia cronología– son numerosos (17 de cierta importancia, alguno de ellos de culturas hasta ahora desconocidas en la zona y enorme extensión). Sin embargo la evidencia arqueológica romana es escasa en todos ellos, a la luz de lo que un supuesto gran municipio romano de época Flavia como Laminio debería albergar, reduciéndose a cerámica, numismática y utensilios de uso común. No obstante, algunos autores afirman que algunas de las estructuras halladas en un conocido poblado de la Edad del Bronce semejan alcantarillas o conductos de agua, difícilmente prerromanos. Además el propio nombre del pueblo, cuya etimología no está clara, es a su vez un término latino.
A pesar de ser una de las teorías más plausibles y que cuenta con el respaldo de vestigios arqueológicos que abarcan un amplísimo periodo, la falta en la actualidad de pruebas más concluyentes (epigrafía sobre todo) de época romana, unida a la dejadez por parte de todas las administraciones implicadas en acometer un estudio en profundidad, sigue dejando abierto el enigma y sometiendo a dichos yacimientos a un expolio irremediable.

## Causas de su desaparición

Extensión de los pueblos visigodos.

Si su ubicación exacta es un misterio, determinar las causas de su desaparición (lo que quizá ayudaría a encontrar la ciudad) es aún más difícil sin encontrarla. Se ha especulado con la posibilidad de que fuera arrasada durante los primeros años de la invasión visigoda hacia el año 409 de nuestra era y sus restos hayan sido expoliados reiteradamente; o bien que, debido a su emplazamiento en zonas pantanosas o cerca de un río, la ciudad sucumbiera a causa de una terrible inundación. En ese sentido, una ubicación cercana al Córcoles sería idónea para solucionar el enigma pues este río tiene amplísimos antecedentes de crecidas e inundaciones (documentados históricamente desde el siglo XV y cuando ya tenía bastante menor caudal que en épocas pretéritas) que han causado severos daños e incluso han motivado el cambio de ubicación de dos pueblos ribereños como Socuéllamos y Munera buscando lugares cercanos más seguros.
Actualmente,  se está empezando a formular una nueva hipótesis sobre "cataclismos telúricos", principalmente, sobre la base de las excavaciones y muestras arqueológicas que se están estudiando en la ciudad ibero-romana de Libisosa (Lezuza), donde se han encontrado derrumbes de muros difícilmente explicables si no es por una teoría de movimientos sísmicos locales, que afectaría al menos, en primera instancia a la comarca de la Laminium oriental, citada por el Itinerario de Antonino, e inventariada como A31, donde se cita a Laminium muy cerca de la cabecera del río Guadiana, posiblemente donde existía una guarnición militar permanente, a unos 10 km (Caput Fluminius Anae); y la colonia romana de Libisosa, a otros 21 km. Esta teoría que se fundamenta sobre la base de que, lo que acontezca y se descubra en Libisosa (Lezuza), puede ser aplicable a la Laminium oriental, es lo que actualmente ha sido denominado como tesis de "Las Claves de Lezuza".